# 107 Aquarii
107 Aquarii, som är stjärnans Flamsteed-beteckning, är en dubbelstjärna belägen i den södra delen av stjärnbilden Vattumannen och har även Bayer-beteckningen i2 Aquarii. Den har en kombinerad skenbar magnitud på 5,31 och är svagt synlig för blotta ögat där ljusföroreningar ej förekommer. Baserat på parallaxmätning inom Hipparcosuppdraget på ca 13,7 mas, beräknas den befinna sig på ett avstånd på ca 239 ljusår (ca 73 parsek) från solen. Den rör sig närmare solen med en heliocentrisk radialhastighet på ca –0,7 km/s.

## Egenskaper
Primärstjärnan 107 Aquarii A är en gul till vit jättestjärna av spektralklass F2 III. Den har en radie som är ca 2,4 solradier och utsänder från dess fotosfär ca 17 gånger mera energi än solen vid en effektiv temperatur av ca 7 500 K.
Följeslagaren 107 Aquarii B är en gul till vit stjärna i huvudserien av spektralklass F2 V med skenbar magnitud 6,72 och har en vinkelseparation på 6,787 bågsekunder från primärstjärnan.